# Luciano Grossi Bianchi

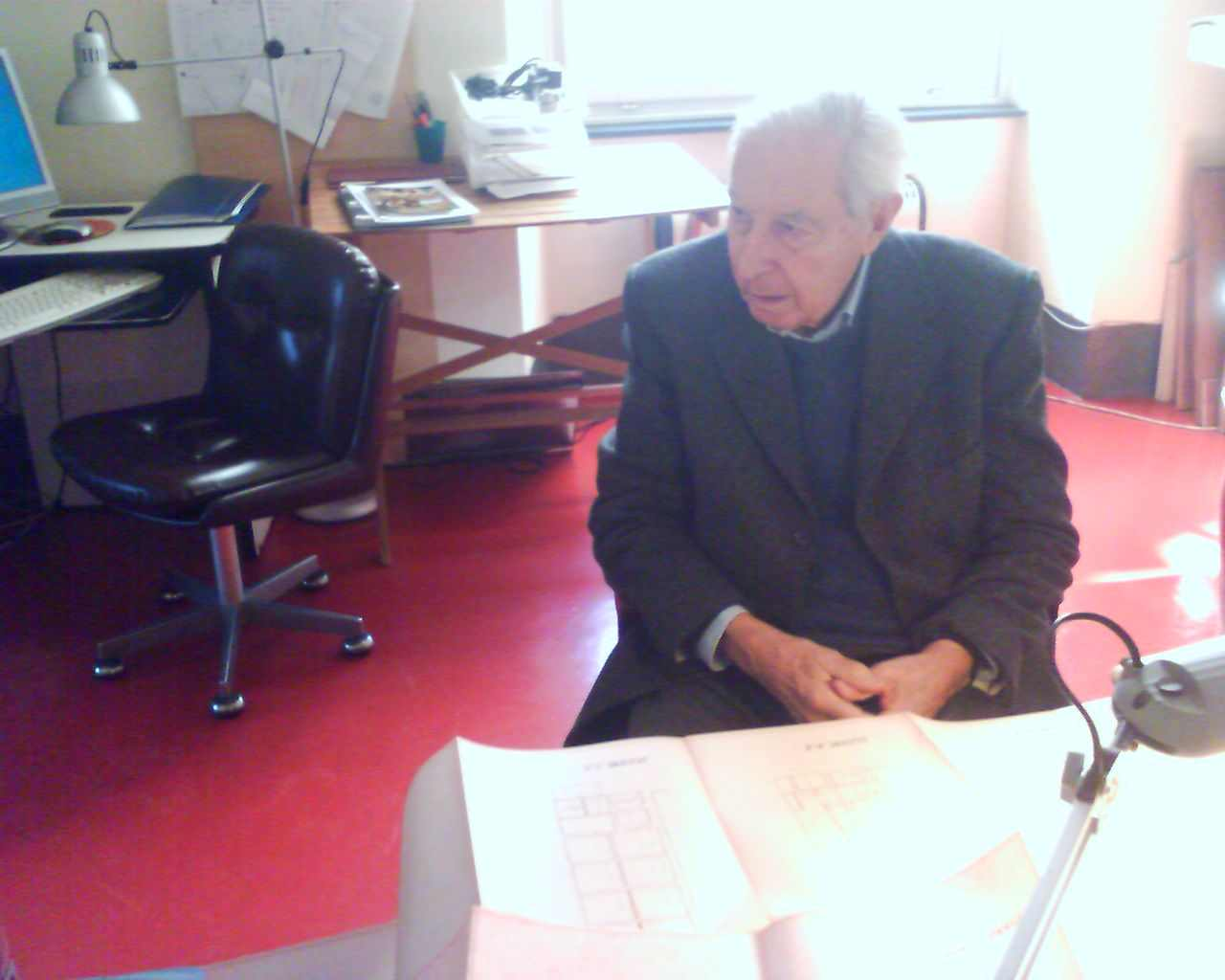
Luciano Grossi Bianchi in una foto del 2010

Luciano Grossi Bianchi (Genova, 19 novembre 1922 – Genova, 21 maggio 2013) è stato un architetto, storico dell'architettura e ingegnere italiano.

## Biografia

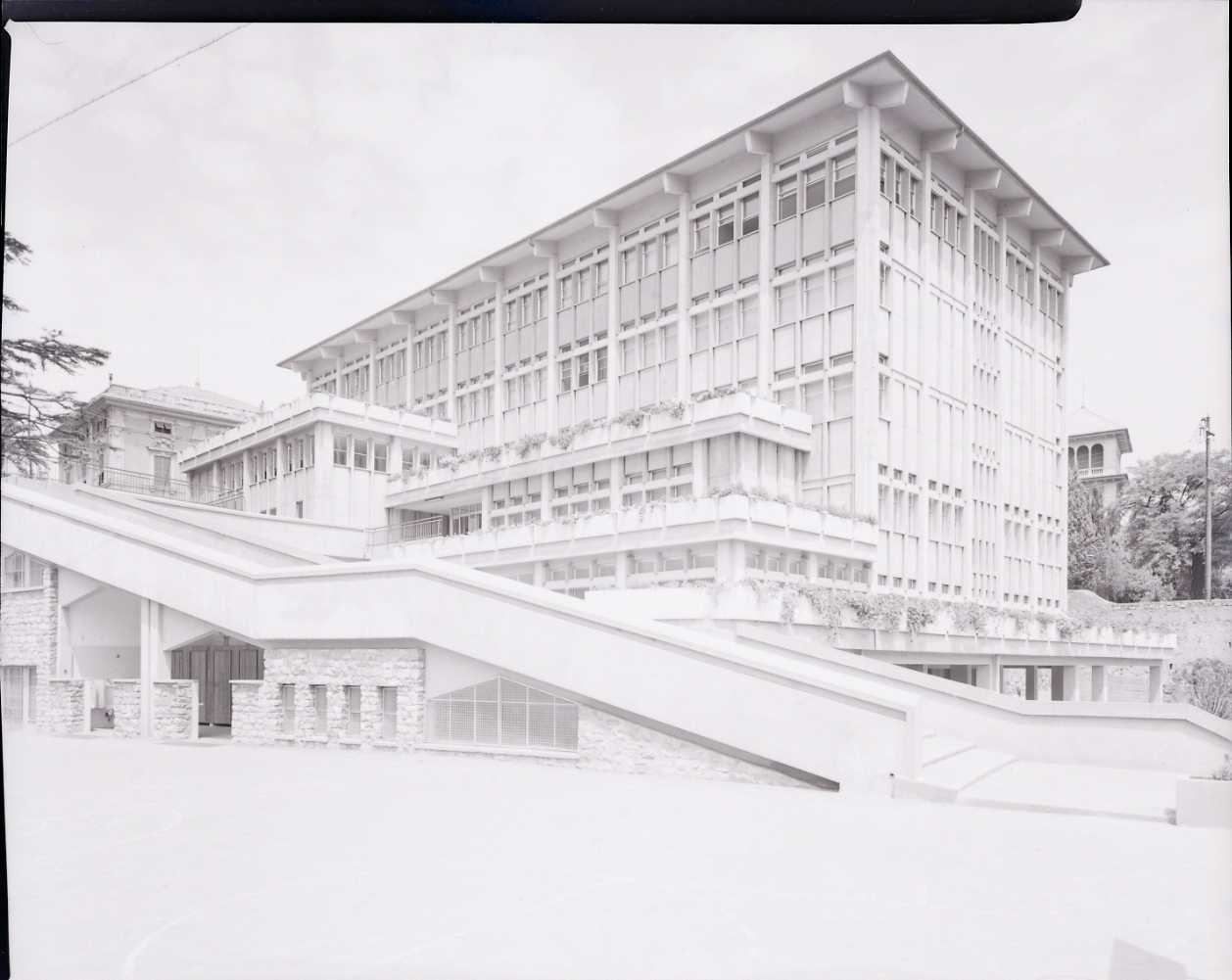
Genova. Complesso scolastico nel quartiere Albaro, su progetto di Cesare Fera e Luciano Grossi Bianchi. Foto di Paolo Monti, 1964

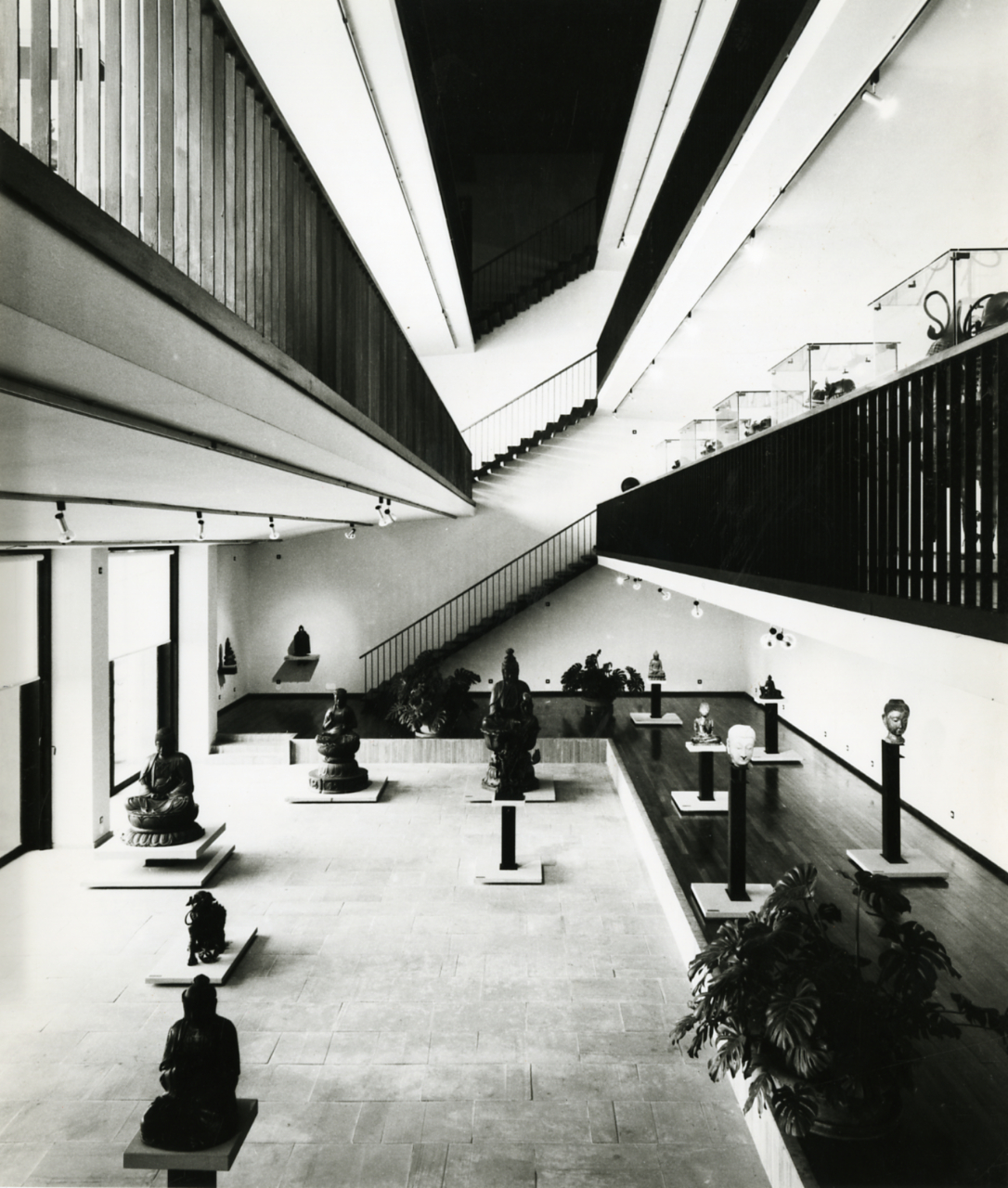
Genova. Museo d'Arte Orientale Edoardo Chiossone. Salone principale. Foto di Paolo Monti, 1967

Ha rappresentato uno dei più rigorosi esponenti dell'architettura del dopoguerra a Genova, città che costituì il suo campo d'azione principale. Si laureò alla Facoltà di Ingegneria di Genova nel 1946 e fu assistente di Luigi Carlo Daneri, nella stessa facoltà, iniziando la sua fruttuosa carriera universitaria che lo portò ad ottenere la cattedra di professore ordinario di progettazione architettonica, dal 1979 al 1995 presso la Facoltà di Architettura di Genova.
Affiancò sempre all'attività accademica un'intensa attività professionale e, anche, un'attività di storico dell'urbanistica genovese. 
La attività professionale, che inizia con la collaborazione con Luigi Carlo Daneri, lo porterà a co-firmare il progetto del quartiere INA Casa di Bernabò Brea (1951-55) e quello di Forte Quezzi (1957-67), opere di grande fortuna critica. Poco dopo la laurea aprì lo studio che mantenne fino all'ultimo, in cui si occupò di progettazione architettonica, nonostante la sua laurea fosse in ingegneria. Per un lungo periodo condivise la sua attività con Cesare Fera con cui, cofirmò molteplici progetti. Nell'ultimo periodo la sua attività fu realizzata con il figlio Giovanni.
Per quanto attiene alle originali ricerche di storia urbana, ha scritto testi che hanno rappresentato un punto di riferimento nella storia locale e che hanno riguardato sia lo sviluppo urbanistico della città di Genova, sia le tecniche costruttive storiche.
Il progetto per il Liceo Artistico Nicolò Barabino a Genova, realizzato da Luciano Grossi Bianchi con Cesare Fera, resta uno degli esempi più alti di edilizia scolastica realizzati a Genova nel dopoguerra. Gli spazi luminosi che si inseguono attorno a corpi scala fluidi e continui e l'alternarsi di aule vetrate sia verso l'esterno che verso i larghi corridoi interni, divennero da subito il simbolo compiuto dei nuovi paradigmi didattici di quegli anni, volti a favorire l'affermarsi della  libertà creativa di docenti e studenti.

## Principali progetti e realizzazioni
I seguenti progetti, quando non diversamente specificato, furono realizzati a Genova.
- 1950 - 1953: Progetto urbanistico e realizzazione del quartiere INA-Casa Bernabò Brea, in collaborazione con Luigi Carlo Daneri e Giulio Zappa.
- 1956 - 1958: Collaborazione con Luigi Carlo Daneri alla coordinazione del piano particolareggiato e progettazione architettonica della casa A del quartiere INA-Casa per 4.500 Abitanti a Forte Quezzi, detto il Biscione, in collaborazione con altri architetti.
- 1954 - 1963: Complesso di 15 case d'abitazione per la Cooperativa Edilizia nel quartiere Oregina (con Cesare Fera).
- 1958 - 1968: Liceo Artistico Nicolò Barabino (con Cesare Fera).
- 1960 - 1962: Liceo M. Champagnat (con Cesare Fera).
- 1960 - 1964: Chiesa e Centro Parrocchiale di N. S. della Vittoria alle Mura degli Angeli (con Cesare Fera).
- 1960 - 1971: Ultimazione del Museo d'Arte Orientale Edoardo Chiossone di Mario Labò e progetto dell'allestimento.
- 1961 - 1962: Consulenza per la progettazione architettonica della Sopraelevata (con Giovanni Romano e Cesare Fera).
- 1963 - 1967: Concorso e progetto del Palazzo dell'Arte di Genova con  Luigi Carlo Daneri, Franco Albini, Franca Helg e Giulio Zappa.
- 1965 - 1966: Scuola elementare nel quartiere di  Forte Quezzi con sistema prefabbricato SOPREFIM.
- 1973 - 1992: Restauro e rifunzionalizzazione del Castello D'Albertis a Genova (con Roberto Melai).
- 1982 - 1989: Tribunale dei minorenni.
- 1989 - 1992: Lotto Q della Facoltà di Architettura di Genova.

## Scritti
- Catalogo delle ville genovesi (con altri autori), Genova, Italia Nostra, 1967.
- Una città portuale del medioevo. Genova nei secoli X-XVI, Genova,  SAGEP, 1979, con Ennio Poleggi,
- Il centro storico del Poggio di Sanremo in età preindustriale,  Genova, Università degli Studi, 1986.
- Il porto del Comune e gli approdi delle consorterie in Città portuali del Mediterraneo, Genova, SAGEP, 1989.
- Abitare alla moderna : il rinnovo architettonico a Genova tra XVI e XVII secolo, Firenze, All'insegna del giglio, 2005.